# Rumex bipinnatus
Rumex bipinnatus är en slideväxtart som beskrevs av Carl von Linné d.y.. Rumex bipinnatus ingår i släktet skräppor, och familjen slideväxter. Inga underarter finns listade i Catalogue of Life.